# Żętyca
Żętyca, żentyca (gwarowo zyntyca, zintyca, zimbora) – serwatka z mleka owczego ściętego podpuszczką, otrzymywana przy wyrabianiu oscypków i bundzu z mleka owczego, popularna wśród górali karpackich. Ma barwę białą lub lekko kremową. 
Jest to, podobnie jak serwatka z mleka krowiego, pozostałość po ścięciu mleka podpuszczką, która ścina większość białek – z nich właśnie powstaje bundz. Pita jest przede wszystkim na halach, mocno schłodzona i świeża (słodka) lub skwaszona po kilku dniach. W XIX wieku stosowana była jako środek leczący drogi oddechowe, szczególnie gruźlicę (brak potwierdzenia właściwości leczniczych). U nieprzyzwyczajonych do niej osób może wywołać działanie przeczyszczające (podobnie jak serwatka lub maślanka).
28 września 2005 roku Ministerstwo Rolnictwa i Rozwoju Wsi wpisało żentycę na listę polskich produktów tradycyjnych. Napój ten powinien mieć zawartość wody od 60% do 70%, tłuszczu od 3% do 4% (żętyca owcza) lub od 2 do 3% (żętyca owczo-krowia) i soli do 0,5%.
Wyraz „żętyca” można również spotkać w postaci „żentyca”, nienotowanej w słownikach normatywnych.